# ISO/IEC 27017
ISO/IEC 27017 es una norma perteneciente a la familia ISO/IEC 27000 que fue publicada en 2015. Incluye pautas y directrices sobre los controles de seguridad de la información relacionadas con servicios en la nube.
Esta norma favorece que los datos usados por un cliente en una determinada plataforma (que haga uso de la nube) queden a salvo de posibles riesgos. Por parte del proveedor de dicho servicio, éste deberá proporcionar información sobre la arquitectura y tecnología empleadas, así como de las medidas implementadas.
ISO/IEC 27017 ofrece medidas específicas sobre implementaciones en la nube, pero se basa en la norma ISO/IEC 27002 que establece medidas de seguridad más generales. Más concretamente, hace uso de 37 controles de dicha norma. Sin embargo, añade un total de 7 nuevos controles que no se podían ver en ISO/IEC 27002.

## Proveedores y clientes
Con respecto a los proveedores de servicios en la nube, la norma tiene grandes beneficios. Entre ellos podríamos incluir la confianza que proporciona a sus clientes al saber que los datos están bien mantenidos. También potencia la marca de la empresa puesto que es concebida como responsable y evita difamaciones acerca de violación de datos. Por último, supone una ventaja competitiva con respecto a otras empresas.
Por parte del cliente, éste tendrá la garantía de que sus datos son manipulados correctamente y no se cometen infracciones o se pone en riesgo su información personal.

## Servicios que cumplen la norma
Entre los servicios de Cloud Computing que satisfacen la norma ISO/IEC 27017 podríamos destacar, entre otros:
- Microsoft Azure
- Microsoft Intune
- Office 365
- Google Cloud Platform[3]
- Amazon Web Services
- IBM Cloud[4]